# Rhegmatorhina
Rhegmatorhina är ett fågelsläkte i familjen myrfåglar inom ordningen tättingar. Släktet omfattar fem arter som alla förekommer i Amazonområdet i Sydamerika:
- Santarémmyrfågel (R. gymnops)
- Harlekinmyrfågel (R. berlepschi)
- Vitbröstad myrfågel (R. hoffmannsi)
- Kastanjetofsad myrfågel (R. cristata)
- Perukmyrfågel (R. melanosticta)